# Димитър Попов (полковник, р. 1871)
Димитър Стефанов Попов е български офицер, полковник от пехотата, участник в Балканската (1912 – 1913) и Междусъюзническата война (1913), командир на дружина от 5-и пехотен дунавски полк през Първата световна война (1915 – 1918).

## Биография
Димитър Стефанов е роден на 10 февруари 1871 г. в Садина, Поповско. През 1896 г. завършва Военното на Негово Княжеско Височество училище и е произведен в чин подпоручик. През 1900 г. е произведен в чин поручик, а през 1904 г. в чин капитан. Взема участие в Балканската (1912 – 1913) и Междусъюзническата война (1913), като на 14 юли 1913 е произведен в чин майор.
Майор Димитър Попов взема участие в Първата световна война (1915 – 1918) командир на дружина от 5-и пехотен дунавски полк. На 5 октомври 1916 г. е произведен в чин подполковник. „За бойни отличия и заслуги във войната“ през 1917 г. съгласно заповед № 679. по Действащата армия е награден с Орден „Св. Александър“ IV степен с мечове по средата, съгласно заповед № 355 от 1921 по Министерството на войната с Народен орден „За военна заслуга“ IV степен с военно отличие и съгласно заповед № 464 от 1921 по Министерството на войната с Военен орден „За храброст“, IV степен, 1 клас.
На 2 ноември 1919 г. е произведен в чин полковник. Служи като командир на 3-ти пехотен бдински полк, интендант на 4-и пехотен плевенски полк, началник на 5-и пограничен сектор и като началник на 19-о военно окръжие. Уволнен е от служба с Царска заповед №1 от 1925 година. Умира през 1934 година.
По време на военната си кариера служи в 20-и пехотен добруджански полк и 19-и пехотен шуменски полк.

## Семейство
Полковник Димитър Попов е женен и има 5 деца.

## Военни звания
- Подпоручик (1896)
- Поручик (1900)
- Капитан (1904)
- Майор (14 юли 1913)
- Подполковник (5 октомври 1916)
- Полковник (2 ноември 1919)

## Награди
- Орден „Св. Александър“ IV степен с мечове по средата (1917)
- Народен орден „За военна заслуга“ IV степен с военно отличие (1921)
- Военен орден „За храброст“, IV степен, 1 клас (1921)

## Образование
- Военно на Негово Княжеско Височество училище (до 1896)